# Свештеномученик Антиноген
Свештеномученик Антиноген је ранохришћански светитељ и мученик из 4. века.
Био је епископ у Севастији, у Јерменији. Живео је у манастиру близу града, са 10 својих ученика. У време гоњења под царем Диоклецијаном био је затворен заједно са његовим ученицима. Мучени су због своје хришћанске вере и одбијања да принесу жртву идолима што је од њих захтевано. На крају су сви мачем посечени, најпре свештеници и Антиногенови сарадници, а на крају и сам Антиноген.
Пострадали су 311. године.
Православна црква прославља светог Антиногена 16. јула по јулијанском календару.